# Animagic
Animagic era una empresa española de videojuegos que se creó a comienzos del año 1989 después de que Javier Cano abandonase Topo Soft en un intento de crear su propia empresa.
La idea inicial era la creación de una empresa de servicios, es decir, de apoyo al resto de ellas que, en un momento determinado, necesitasen algún tipo de colaboración por medio de encargos, conversiones de juegos a otros ordenadores, gráficos, etc. Ejemplo de ello es el juego Emilio Butragueño Fútbol acreditado a Topo Soft pero programado por ellos.
Debido a diversos problemas de competencia con otras pequeñas empresas y particulares que se ofrecían a realizar los encargos por menos dinero que Animagic, se creó un departamento de software de gestión y aplicaciones, ya que de este modo se diversificaba el riesgo y aplicaban los conocimientos de alguno de los componentes de Animagic en sistemas de control por ordenador y en el mundo de la gestión profesional.
La realización de videojuegos originales vino más tarde cuando la distribuidora Dro Soft les propuso la creación de un juego basado en los famosos personajes Mortadelo y Filemón, ya que la primera versión que se había realizado en Alemania sobre esos personajes había sido bastante exitosa, aunque algo carente de calidad. 
Al mismo tiempo, se pasó a trabajar con programadores independientes (freelancers) para realizar juegos originales bajo el sello de Animagic, momento en el que aparecieron los juegos Cyberbig y Bronx.

## Producción
- Juegos con el sello Animagic
  - Cyberbig
  -  Bronx
  - Mortadelo y Filemón II: Safari callejero
- Juegos lanzados bajo otros sellos (conversiones/contribuciones)
  - Aaargh!
  - Alien Syndrome
  - Barbarian
  - Double Dragon II: The Revenge
  - Emilio Butragueño Fútbol
  - Obliterator
  - TerrorPods por New Frontier
  - Soldier of Light
  - War in Middle Earth
  - Xenon

## Desarrolladores
- Javier Cano Fuente
- Emilio Martínez Tejedor
- Alberto Blanco
- Carlos Arias Alonso
- Ricardo Cancho Niemietz
- Miguel Perera